# Spoorlijn Grenzau - Hillscheid
De spoorlijn Grenzau - Hillscheid was een Duitse spoorlijn in Rijnland-Palts en was als spoorlijn 3034 onder beheer van DB Netze.

## Geschiedenis
Het traject werd door de Preußische Staatseisenbahnen in twee gedeeltes geopend:
- Grenzau - Höhr-Grenzhausen: 30 mei 1884
- Höhr-Grenzhausen - Hillscheid: 1 februari 1911

Op 1 oktober 1972 werd het personenvervoer op de lijn gestaakt, tegelijk werd het gedeelte tussen Höhr-Grenzhausen en Hillscheid gesloten. Tot 1996 heeft er nog goederenvervoer plaatsgevonden tussen Grenzau en Höhr-Grenzhausen, daarna werd ook dit gedeelte gesloten en opgebroken. 

## Aansluitingen
In de volgende plaats was er een aansluiting op de volgende spoorlijn:
Grenzau
DB 3032, spoorlijn tussen Engers en Au